# Alexander Wilberg
Alexander Wilberg (* 6. Mai 1905 in Wien; † 10. Jänner 1992 in Gmunden, Österreich) war ein österreichischer Rechtsanwalt und Politiker (ÖVP). Von 1955 bis 1961 war er Abgeordneter zum Oberösterreichischen Landtag.

## Leben
Alexander Wilberg war das einzige Kind des Bauforschers und Archäologen Wilhelm Wilberg. Er besuchte in den Jahren 1912 bis 1914 die von Wilhelm Dörpfeld 1896/97 gegründete Deutsche Schule Athen, danach das Gymnasium in Salzburg und in Gmunden, wo er im Jahr 1924 maturierte. 1929 promovierte Wilberg an der Universität Innsbruck zum Dr. jur. Ab 1935 arbeitete er in Gmunden als Rechtsanwalt. Zwischen 1941 und 1945 leistete er seinen Wehrdienst ab. Von 1949 bis 1955 war Wilberg Finanzreferent und Vizebürgermeister der Stadt Gmunden sowie ab 1949 stellvertretender Vorsitzender beziehungsweise Vorsitzender der Sparkasse Gmunden. Von 1955 bis 1961 gehörte er dem Oberösterreichischen Landtag an.
Wilberg war seit 1933 mit Irmgard Kugler, Tochter des Lungenfacharztes Emil Kugler verheiratet. Das Paar hatte zwei Söhne. Einer der beiden Söhne war der Kunsthistoriker Peter Vignau-Wilberg.

## Auszeichnungen
- 1962: Goldenes Ehrenzeichen für Verdienste um die Republik Österreich